# Torneo di Wimbledon 2004

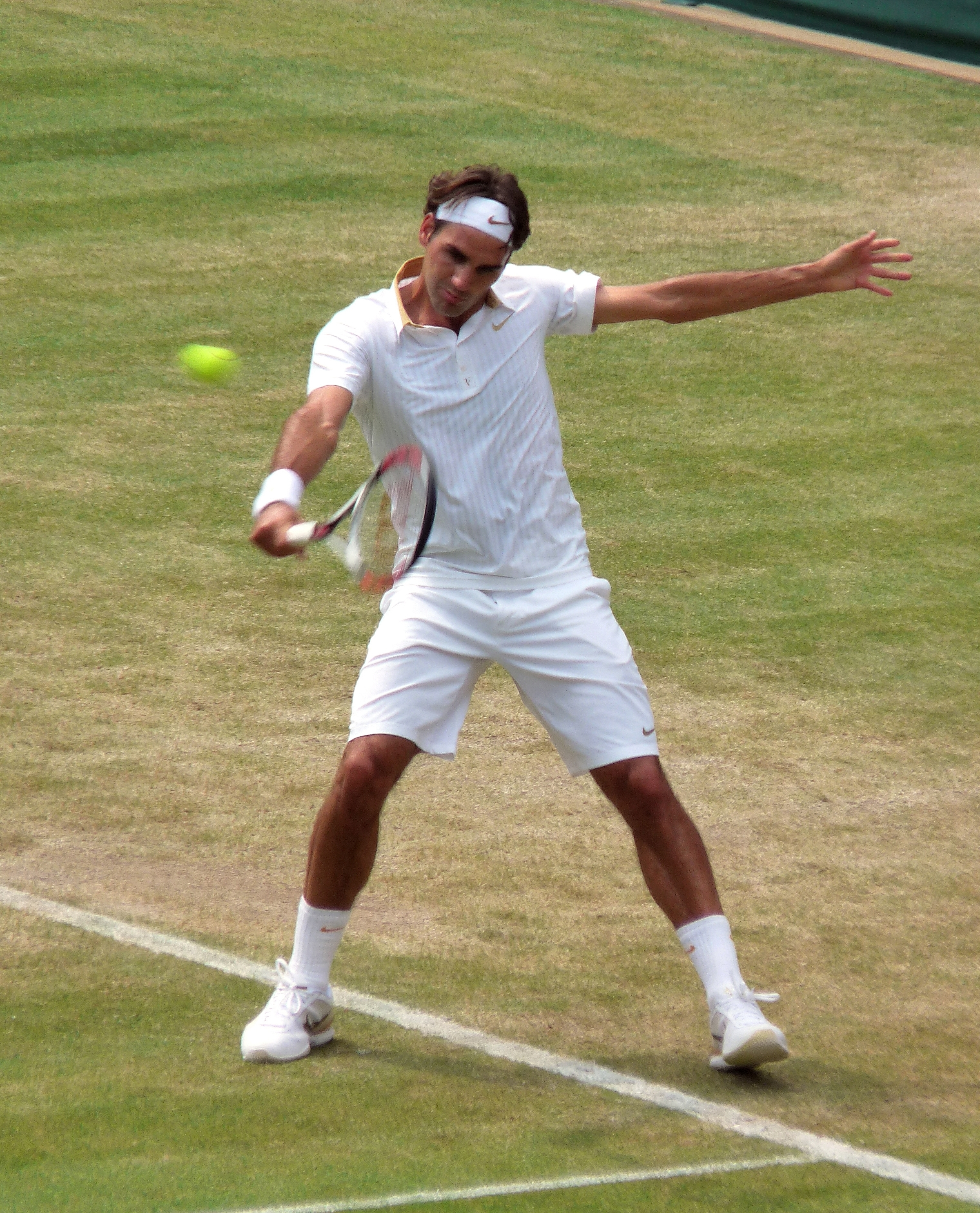
Roger Federer vince per la 2ª volta a Wimbledon

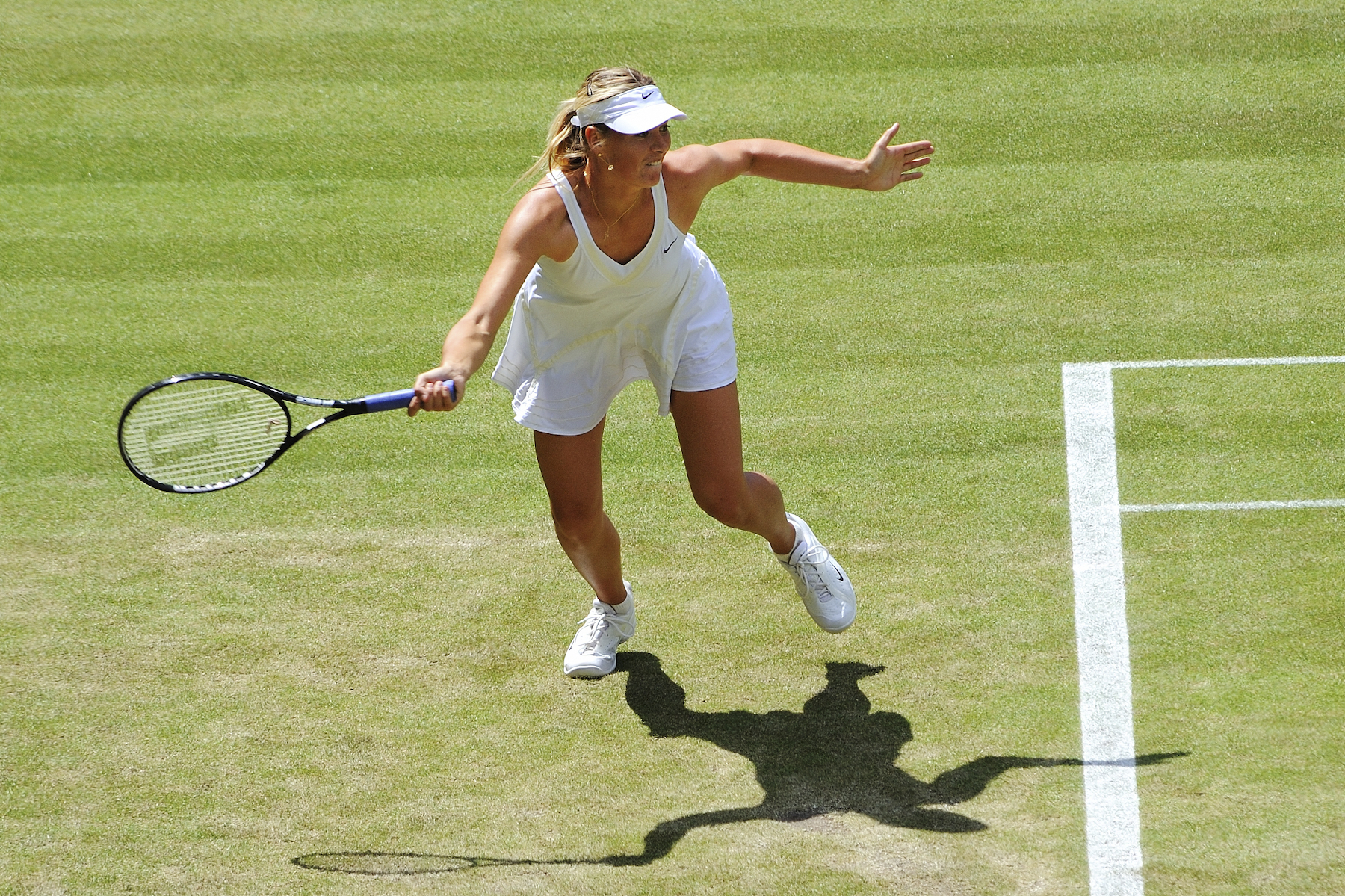
Marija Šarapova vince a sorpresa a Wimbledon

Il Torneo di Wimbledon 2004 è stata la 118ª edizione del Torneo di Wimbledon e terza prova stagionale dello Slam per il 2004. Si è disputato dal 23 giugno al 6 luglio 2004 all'All England Lawn Tennis and Croquet Club.
Il singolare maschile è stato vinto dallo svizzero Roger Federer, che si è imposto sull'americano Andy Roddick in quattro set confermando il titolo dell'anno precedente. Il singolare femminile è stato vinto dalla russa Marija Šarapova, che ha battuto in due set la detentrice del titolo Serena Williams.
Nel doppio maschile si sono imposti lo svedese Jonas Björkman e l'australiano Todd Woodbridge, detentori del titolo, mentre nel doppio femminile hanno trionfato Cara Black e Rennae Stubbs. Nel doppio misto la vittoria è andata ai fratelli Wayne e Cara Black (quest'ultima già vincitrice del doppio femminile).

## Risultati

### Singolare maschile
|  | Quarti di finale | Quarti di finale   | Quarti di finale   | Quarti di finale   | Quarti di finale | Quarti di finale | Quarti di finale |  |  | Semifinali | Semifinali         | Semifinali         | Semifinali         | Semifinali   | Semifinali | Semifinali |    |   | Finale | Finale        | Finale        | Finale | Finale | Finale | Finale |  |
|  |                  |                    |                    |                    |                  |                  |                  |  |  |            |                    |                    |                    |              |            |            |    |   |        |               |               |        |        |        |        |  |
|  | 1                | Roger Federer      | Roger Federer      | 6                  | 61               | 6                | 6                |  |  |            |                    |                    |                    |              |            |            |    |   |        |               |               |        |        |        |        |  |
|  | 7                | Lleyton Hewitt     | Lleyton Hewitt     | 1                  | 7                | 0                | 4                |  |  | 1          | Roger Federer      | Roger Federer      | Roger Federer      | 6            | 6          | 78         |    |   |        |               |               |        |        |        |        |  |
|  |                  | Florian Mayer      | Florian Mayer      | Florian Mayer      | 5                | 4                | 2                |  |  | 10         | Sébastien Grosjean | Sébastien Grosjean | Sébastien Grosjean | 2            | 3          | 6          |    |   |        |               |               |        |        |        |        |  |
|  | 10               | Sébastien Grosjean | Sébastien Grosjean | Sébastien Grosjean | 7                | 6                | 6                |  |  |            |                    |                    |                    |              |            |            |    |   | 1      | Roger Federer | Roger Federer | 4      | 7      | 7      | 6      |  |
|  | 5                | Tim Henman         | Tim Henman         | Tim Henman         | 65               | 4                | 2                |  |  |            |                    | 2                  | Andy Roddick       | Andy Roddick | 6          | 5          | 63 | 4 |        |               |               |        |        |        |        |  |
|  |                  | Mario Ančić        | Mario Ančić        | Mario Ančić        | 7                | 6                | 6                |  |  |            | Mario Ančić        | Mario Ančić        | 4                  | 6            | 5          | 5          |    |   |        |               |               |        |        |        |        |  |
|  | 12               | Sjeng Schalken     | Sjeng Schalken     | Sjeng Schalken     | 64               | 69               | 3                |  |  | 2          | Andy Roddick       | Andy Roddick       | 6                  | 4            | 7          | 7          |    |   |        |               |               |        |        |        |        |  |
|  | 2                | Andy Roddick       | Andy Roddick       | Andy Roddick       | 7                | 711              | 6                |  |  |            |                    |                    |                    |              |            |            |    |   |        |               |               |        |        |        |        |  |

### Singolare femminile
|  | Quarti di finale | Quarti di finale  | Quarti di finale  | Quarti di finale | Quarti di finale |  |  | Semifinali | Semifinali        | Semifinali | Semifinali      | Semifinali      |   |   | Finale | Finale          | Finale          | Finale | Finale |  |
|  |                  |                   |                   |                  |                  |  |  |            |                   |            |                 |                 |   |   |        |                 |                 |        |        |  |
|  | 1                | Serena Williams   | Serena Williams   | 6                | 6                |  |  |            |                   |            |                 |                 |   |   |        |                 |                 |        |        |  |
|  | 7                | Jennifer Capriati | Jennifer Capriati | 1                | 1                |  |  | 1          | Serena Williams   | 64         | 7               | 6               |   |   |        |                 |                 |        |        |  |
|  | 4                | Amélie Mauresmo   | 6                 | 5                | 6                |  |  | 4          | Amélie Mauresmo   | 7          | 5               | 4               |   |   |        |                 |                 |        |        |  |
|  | 9                | Paola Suárez      | 0                 | 7                | 1                |  |  |            |                   |            |                 |                 |   |   | 1      | Serena Williams | Serena Williams | 1      | 4      |  |
|  | 5                | Lindsay Davenport | Lindsay Davenport | 6                | 6                |  |  |            |                   | 13         | Marija Šarapova | Marija Šarapova | 6 | 6 |        |                 |                 |        |        |  |
|  |                  | Karolina Šprem    | Karolina Šprem    | 2                | 2                |  |  | 5          | Lindsay Davenport | 6          | 65              | 1               |   |   |        |                 |                 |        |        |  |
|  | 11               | Ai Sugiyama       | 7                 | 5                | 1                |  |  | 13         | Marija Šarapova   | 2          | 7               | 6               |   |   |        |                 |                 |        |        |  |
|  | 13               | Marija Šarapova   | 5                 | 7                | 6                |  |  |            |                   |            |                 |                 |   |   |        |                 |                 |        |        |  |

### Doppio maschile
|  | Quarti di finale | Quarti di finale                 | Quarti di finale                 | Quarti di finale                 | Quarti di finale                 | Quarti di finale | Quarti di finale |  |  | Semifinali | Semifinali                     | Semifinali                     | Semifinali                     | Semifinali                   | Semifinali | Semifinali |   |   | Finale | Finale                         | Finale                         | Finale | Finale | Finale | Finale |  |
|  |                  |                                  |                                  |                                  |                                  |                  |                  |  |  |            |                                |                                |                                |                              |            |            |   |   |        |                                |                                |        |        |        |        |  |
|  | 1                | Jonas Björkman Todd Woodbridge   | Jonas Björkman Todd Woodbridge   | Jonas Björkman Todd Woodbridge   | Jonas Björkman Todd Woodbridge   | 7                | 6                |  |  |            |                                |                                |                                |                              |            |            |   |   |        |                                |                                |        |        |        |        |  |
|  |                  | Nikolaj Davydenko Ashley Fisher  | Nikolaj Davydenko Ashley Fisher  | Nikolaj Davydenko Ashley Fisher  | Nikolaj Davydenko Ashley Fisher  | 5                | 2                |  |  | 1          | Jonas Björkman Todd Woodbridge | Jonas Björkman Todd Woodbridge | Jonas Björkman Todd Woodbridge | 7                            | 7          | 7          |   |   |        |                                |                                |        |        |        |        |  |
|  |                  | Simon Aspelin Todd Perry         | Simon Aspelin Todd Perry         | Simon Aspelin Todd Perry         | Simon Aspelin Todd Perry         | 3                | 63               |  |  | 7          | Wayne Arthurs Paul Hanley      | Wayne Arthurs Paul Hanley      | Wayne Arthurs Paul Hanley      | 5                            | 5          | 6          |   |   |        |                                |                                |        |        |        |        |  |
|  | 7                | Wayne Arthurs Paul Hanley        | Wayne Arthurs Paul Hanley        | Wayne Arthurs Paul Hanley        | Wayne Arthurs Paul Hanley        | 6                | 7                |  |  |            |                                |                                |                                |                              |            |            |   |   | 1      | Jonas Björkman Todd Woodbridge | Jonas Björkman Todd Woodbridge | 6      | 6      | 4      | 6      |  |
|  | 6                | Wayne Black Kevin Ullyett        | Wayne Black Kevin Ullyett        | Wayne Black Kevin Ullyett        | 5                                | 6                | 4                |  |  |            |                                | 16                             | Julian Knowle Nenad Zimonjić   | Julian Knowle Nenad Zimonjić | 1          | 4          | 6 | 4 |        |                                |                                |        |        |        |        |  |
|  | 16               | Julian Knowle Nenad Zimonjić     | Julian Knowle Nenad Zimonjić     | Julian Knowle Nenad Zimonjić     | 7                                | 4                | 6                |  |  | 16         | Jürgen Melzer Nenad Zimonjić   | 6                              | 3                              | 6                            | 67         | 6          |   |   |        |                                |                                |        |        |        |        |  |
|  | 5                | Mark Knowles Daniel Nestor       | Mark Knowles Daniel Nestor       | Mark Knowles Daniel Nestor       | Mark Knowles Daniel Nestor       | 6                | 6                |  |  | 5          | Mark Knowles Daniel Nestor     | 2                              | 6                              | 3                            | 7          | 3          |   |   |        |                                |                                |        |        |        |        |  |
|  | 2                | Justin Gimelstob Scott Humphries | Justin Gimelstob Scott Humphries | Justin Gimelstob Scott Humphries | Justin Gimelstob Scott Humphries | 3                | 2                |  |  |            |                                |                                |                                |                              |            |            |   |   |        |                                |                                |        |        |        |        |  |

## Junior

### Singolare ragazzi
Gaël Monfils ha battuto in finale  Miles Kasiri col punteggio di 7–5, 7–6(6)

### Singolare ragazze
Kateryna Bondarenko ha battuto in finale  Ana Ivanović col punteggio di 6–4, 6(2)–7, 6–2

### Doppio ragazzi
Brendan Evans /  Scott Oudsema hanno battuto in finale  Robin Haase /  Viktor Troicki col punteggio di 6–4, 6–4

### Doppio ragazze
Viktoryja Azaranka /  Volha Havartsova hanno battuto in finale  Marina Eraković /  Monica Niculescu col punteggio di 6–4, 3–6, 6–4